# Volovodivka, Nemîriv
Volovodivka (în ucraineană Воловодівка) este o comună în raionul Nemîriv, regiunea Vinnița, Ucraina, formată numai din satul de reședință.

## Demografie
Componența lingvistică a satului Volovodivka
     Ucraineană (97,16%)
     Română (2,46%)
     Alte limbi (0,38%)
Conform recensământului din 2001, majoritatea populației satului Volovodivka era vorbitoare de ucraineană (97,16%), existând în minoritate și vorbitori de română (2,46%).